# الصلولة (المخادر)

تعديل مصدري - تعديل

الصلولة هي إحدى قرى عزلة الوادي بمديرية المخادر التابعة لمحافظة إب، بلغ تعداد سكانها 592 نسمة حسب تعداد اليمن لعام 2004.